# Histoire de l'analyse économique
L'Histoire de l'analyse économique est un livre écrit par Joseph Schumpeter, publié en 1954. 
Il y étudie toute l'analyse économique, ainsi que les philosophies qui y ont présidé, depuis l'Antiquité jusqu'en 1950 ; c'est une socio-histoire de la pensée économique. 
Dans la préface de l'édition française, Raymond Barre précise que Schumpeter est le dernier de sa profession à posséder un savoir encyclopédique, tant la technicité de l'économie s'est démultipliée depuis. 
L'ouvrage a été publié à titre posthume par sa femme à partir de ses notes et ses brouillons.